# Typografia okładki książki
Typografia okładki książki jest elementem projektowania publikacji. Tekst na okładce obwoluty pełni funkcję promocyjną. Projektant otrzymuje od redaktora albo wydawcy materiały tekstowe i graficzne, które umieszcza na okładce.

## Elementy okładki i jej zawartość
- płaszczyzna przednia obwoluty (okładzina przednia okładki): tytuł/podtytuł, nazwisko autora, przedmowa, cytaty z recenzji książki, nazwa wydawcy lub tytuł serii.
- skrzydełko przednie: streszczenie książki, notka o autorze, cena.
- grzbiet: nazwisko i imię autora, tytuł, nazwa i sygnet wydawnictwa.
- płaszczyzna tylna obwoluty (okładzina tylna): kod kreskowy, fotografia autora, recenzje, fotografie okładek poprzednich książek autora.
- skrzydełko tylne: fotografia autora, nota biograficzna, numer ISBN, nazwa wydawnictwa, miejsce wydania, nazwisko ilustratora/fotografa, który przygotował materiały graficzne na okładkę książki. Skrzydełko tylne może być też wykorzystane do dokończenia streszczenia zamieszczonego na skrzydełku przednim.

## Potoczne sformułowania używane podczas projektowania okładki między redaktorem a projektantem
- blurb (tekst reklamowy na okładce lub obwolucie) – streszczenie książki, biogram autora.
- shoutline (hasło, slogan) – skrócony, wyróżniony cytat z recenzji.
- strapline (pasek) – krótka informacja wydawcy czy książka otrzymała nagrody albo nominacje w konkursach literackich, ewentualnie cytaty o książce.
- bio (biogram) – nota biograficzna autora.

## Układ tekstu na przednim skrzydełku
Zwykle na przednim skrzydełku książki znajduje się streszczenie książki i jej cena. Można wstawić też tam cytat z recenzji książki i opinie o autorze. Styl typograficzny musi być podporządkowany temu, aby czytelnik, który sięga po książkę w księgarni mógł szybko przeczytać streszczenie książki. Marginesy są więc szerokie, a interlinia duża. Tekst na skrzydełku jest złożony w wąski łam, często stosuje się wyrównanie lewostronne.

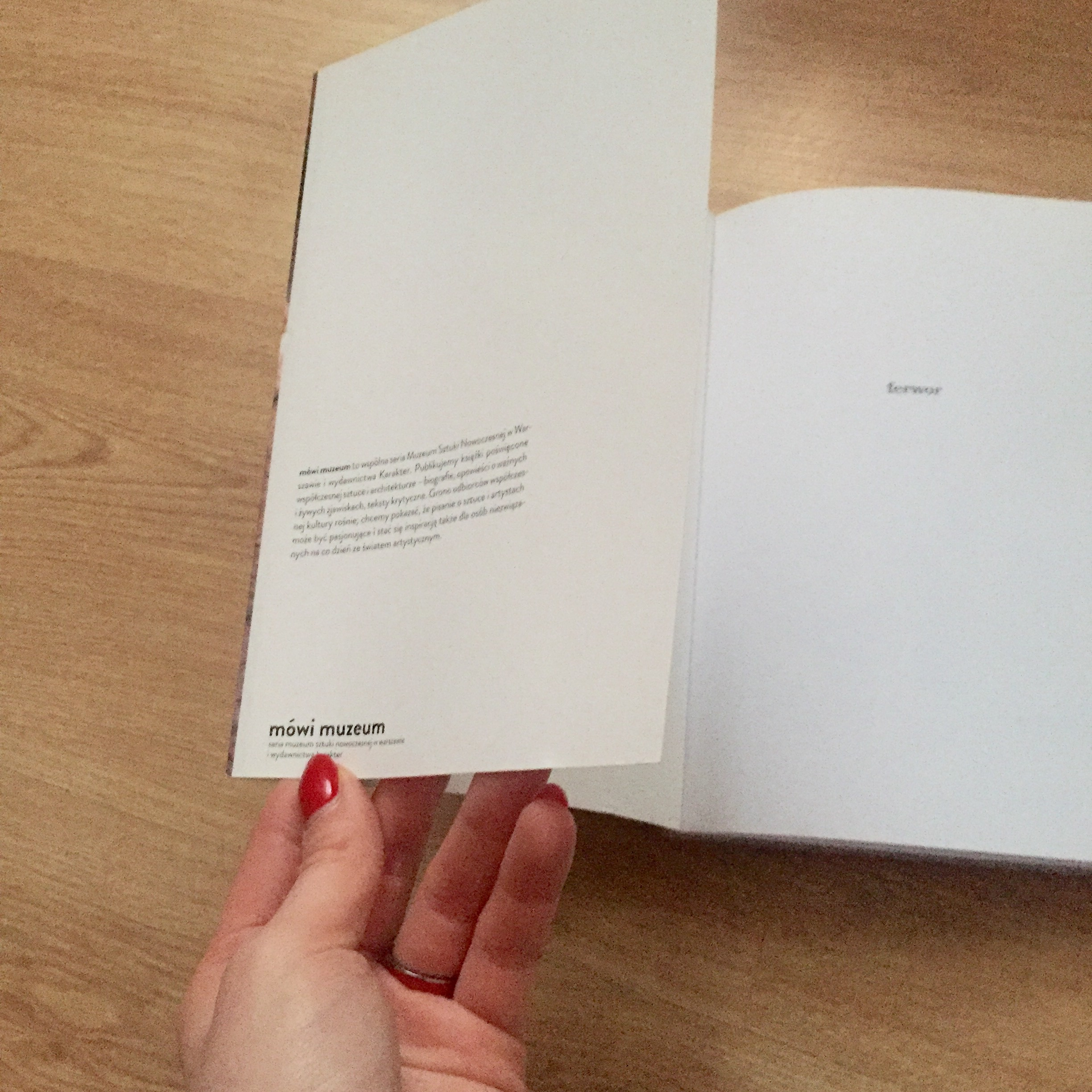
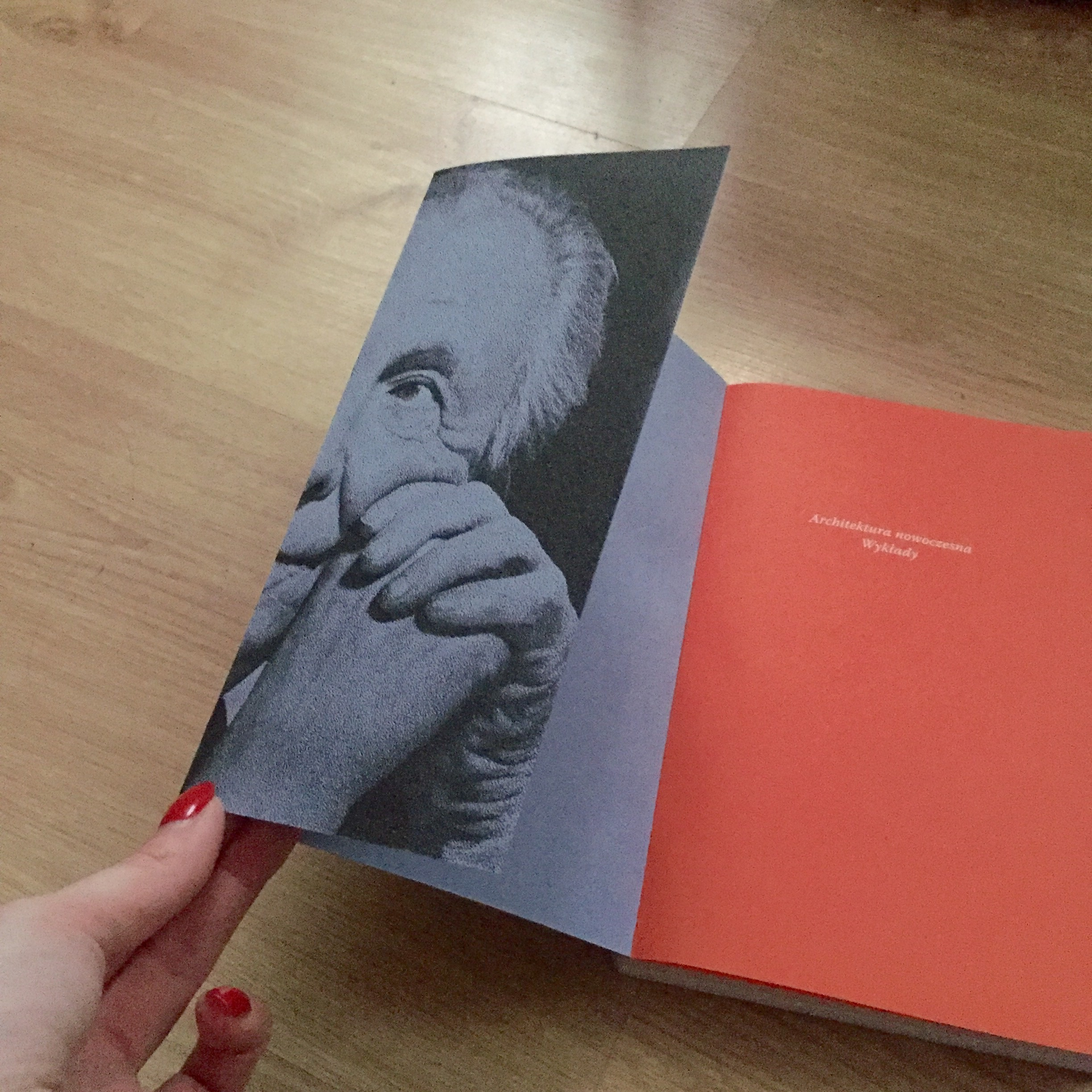
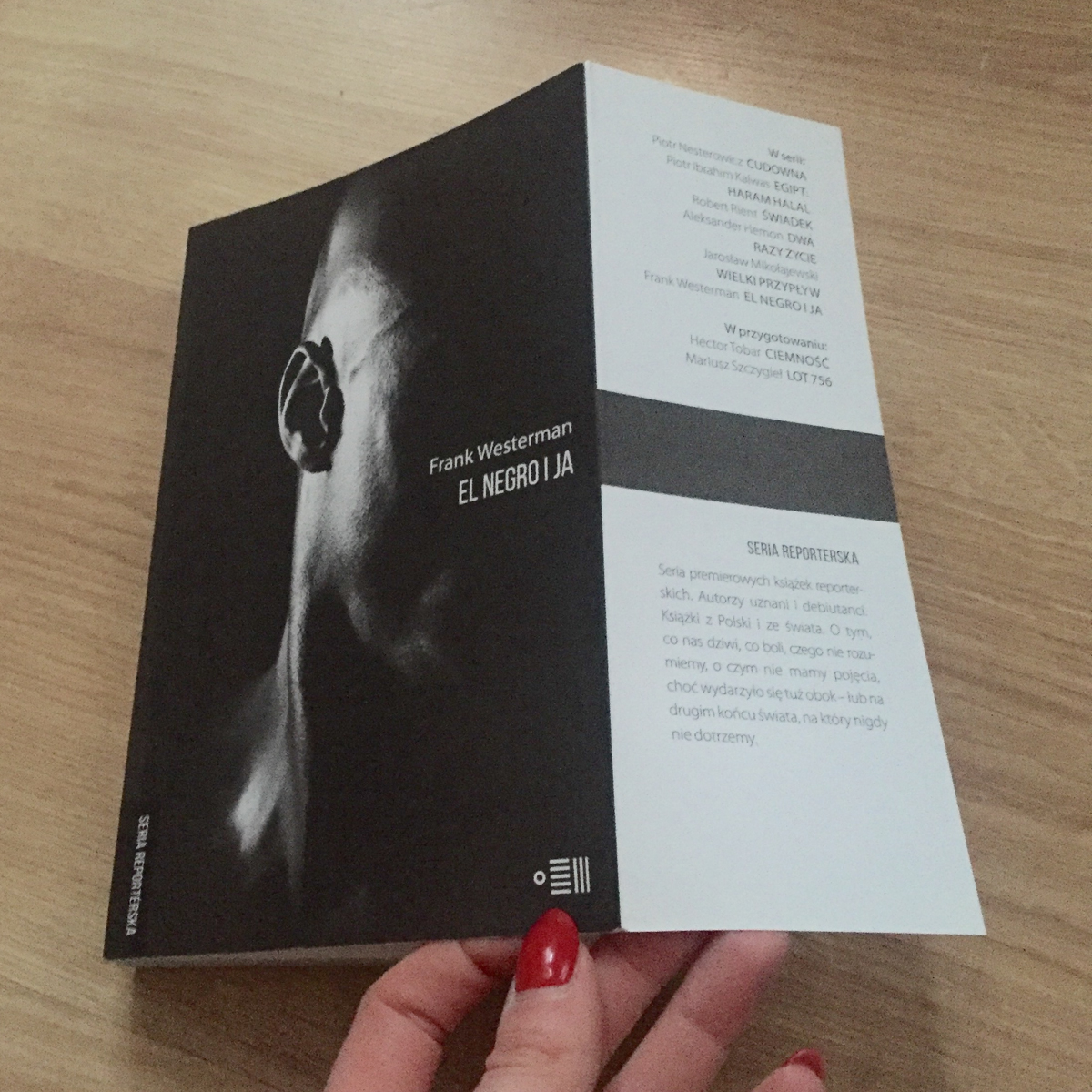

## Układ tekstu na tylnym skrzydełku
Projekt skrzydełka tylnego powinien być spójny z projektem skrzydełka przedniego. Jak przedstawiono na poniższych ilustracjach, na skrzydełkach tylnych znajdują się zdjęcia autora, albo dokończenie streszczenia ze skrzydełka przedniego. Na tylnym skrzydełku pojawia się też nota o prawach autorskich, numer ISBN, na dole znajduje się nazwa wydawcy i miejsce wydania.

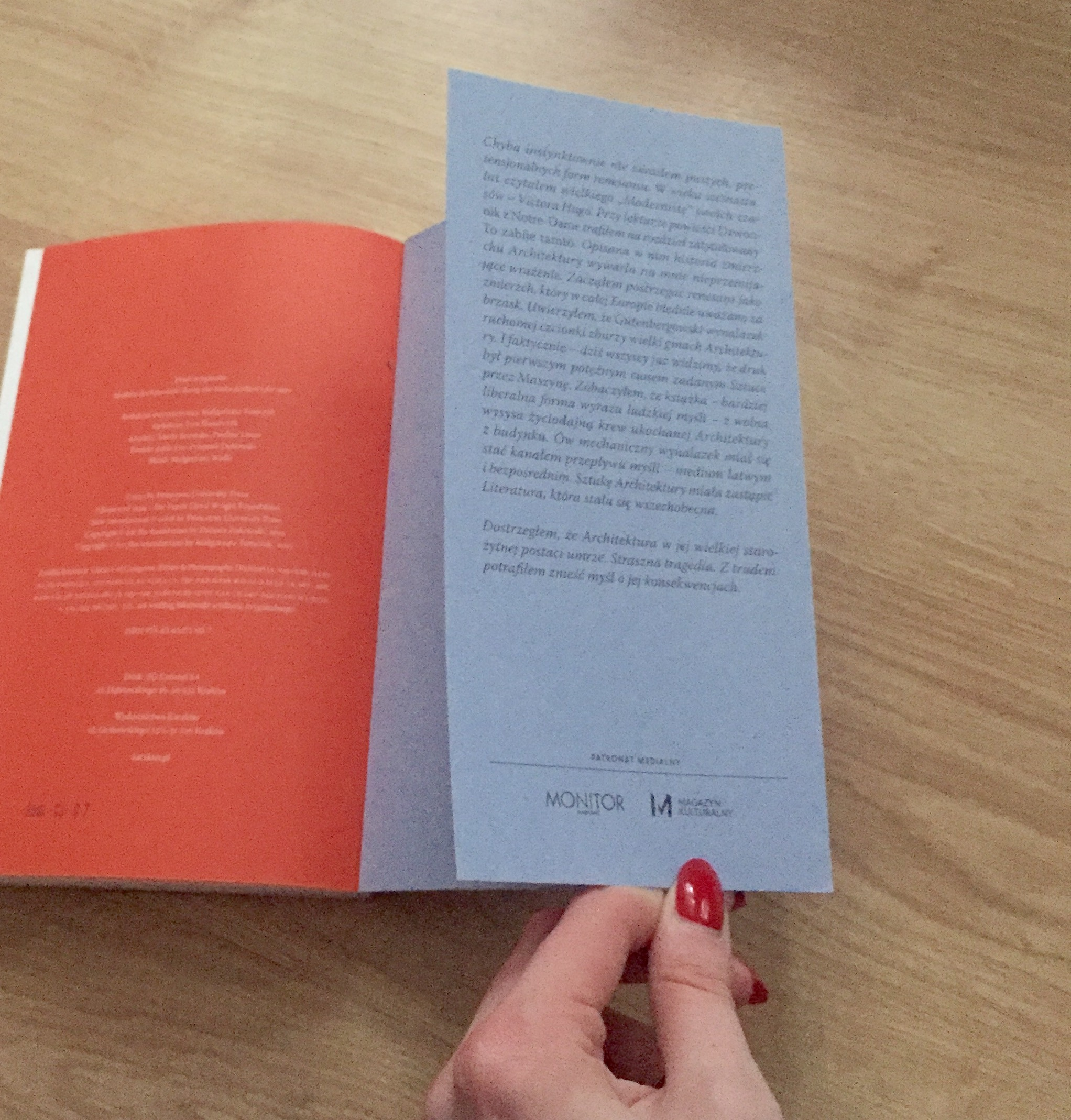
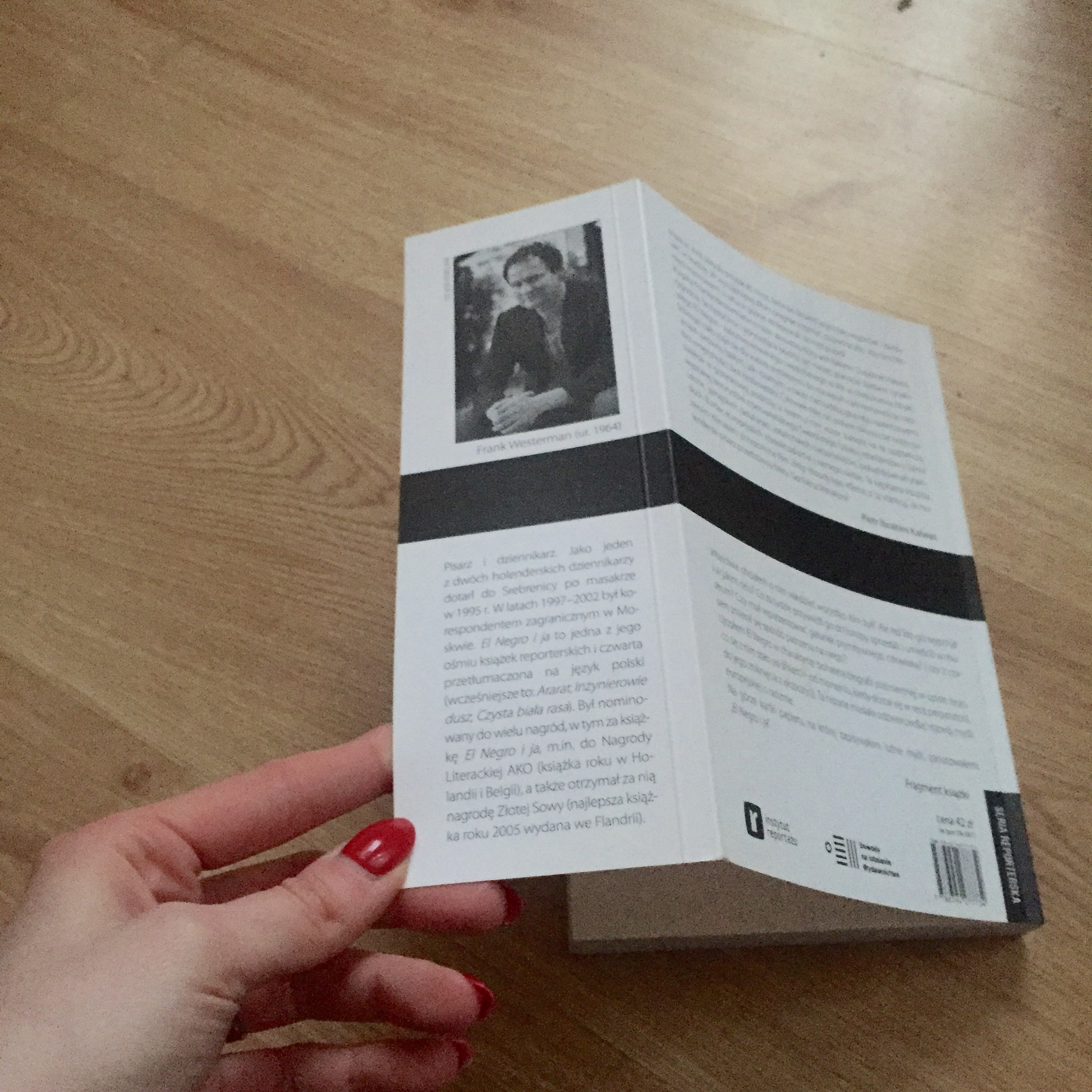

## Układ typograficzny na tylnej płaszczyźnie książki
Tylna płaszczyzna obwoluty służy celom marketingowym. Jeśli autor projektowanej książki jest znany, umieszcza się jego dużą fotografię. Znajdują się też tu recenzje książki, najczęściej jakichś krytyków literackich. Ilustracje na tylnej płaszczyźnie książki może się rozciągać poprzez grzbiet z przedniej obwoluty. Może też być samodzielną ilustracją. Ważnym elementem tylnej obwoluty jest kod kreskowy, który powinno się umieszczać na białym polu, aby nie zakłócać tłem graficznym działania czytnika w księgarniach.

## Tekst na grzbiecie książki
Typografia grzbietu obwoluty okładki podlega określonym zasadom. Na grzbiecie umieszcza się imię i nazwisko autora, tytuł książki, nazwę albo sygnet wydawnictwa. Stopień pisma na grzbiecie książki musi być na tyle duży, żeby widać go było dobrze z półki w księgarni albo w domu. Tekst umieszcza się na grzbiecie raczej w układzie pionowym, w poziomym jest to możliwe tylko w przypadku grubych tomów encyklopedycznych. Układ napisów na grzbiecie jest różny w różnych krajach. Na przykład w Polsce i Wielkiej Brytanii litery na grzbiecie zwrócone są górą w stronę okładziny przedniej, tak żeby tekst był czytelny, kiedy książka leży na półce poziomo. Inna zasada obowiązuje we Francji, gdzie litery zwrócone są w dół. W niektórych polskich wydawnictwach stosuje się tę „metodę francuską”.
Sygnet wydawniczy może znajdować się na górze grzbietu książki i zajmować całą szerokość grzbietu, może również być umieszczony na dole grzbietu. Podczas projektowania grzbietów należy unikać stosowania kolorów czerwonych, zwłaszcza jeśli tego koloru jest sygnet wydawniczy. Jest to spowodowane tym, że grzbiet okładki jest najbardziej ze wszystkich elementów okładki narażony na działanie promieni słonecznych, przez co kolor czerwony szybko płowieje. Dlatego lepiej zastosować zmianę koloru logo wydawnictwa, na przykład na neutralne, czarno-białe.

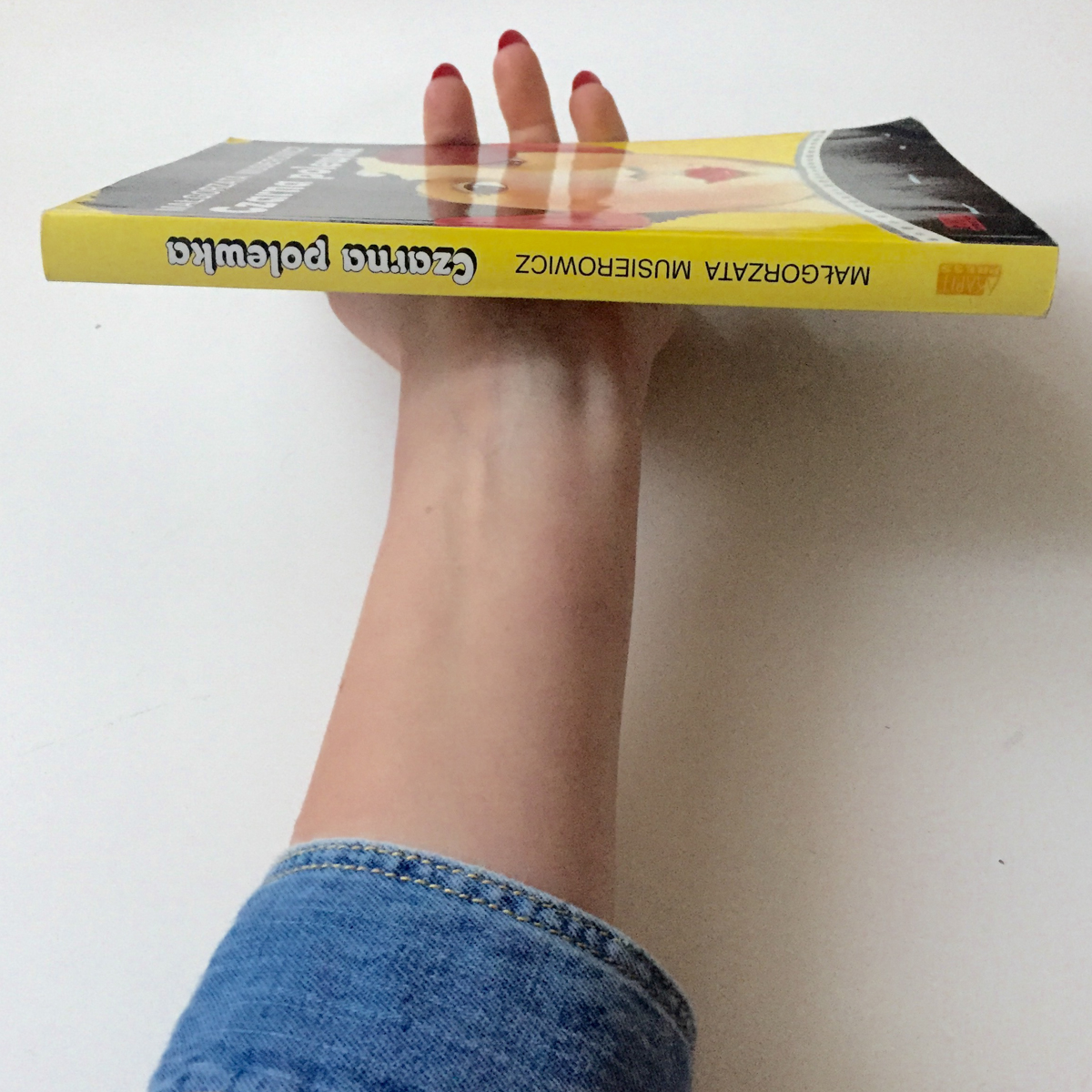
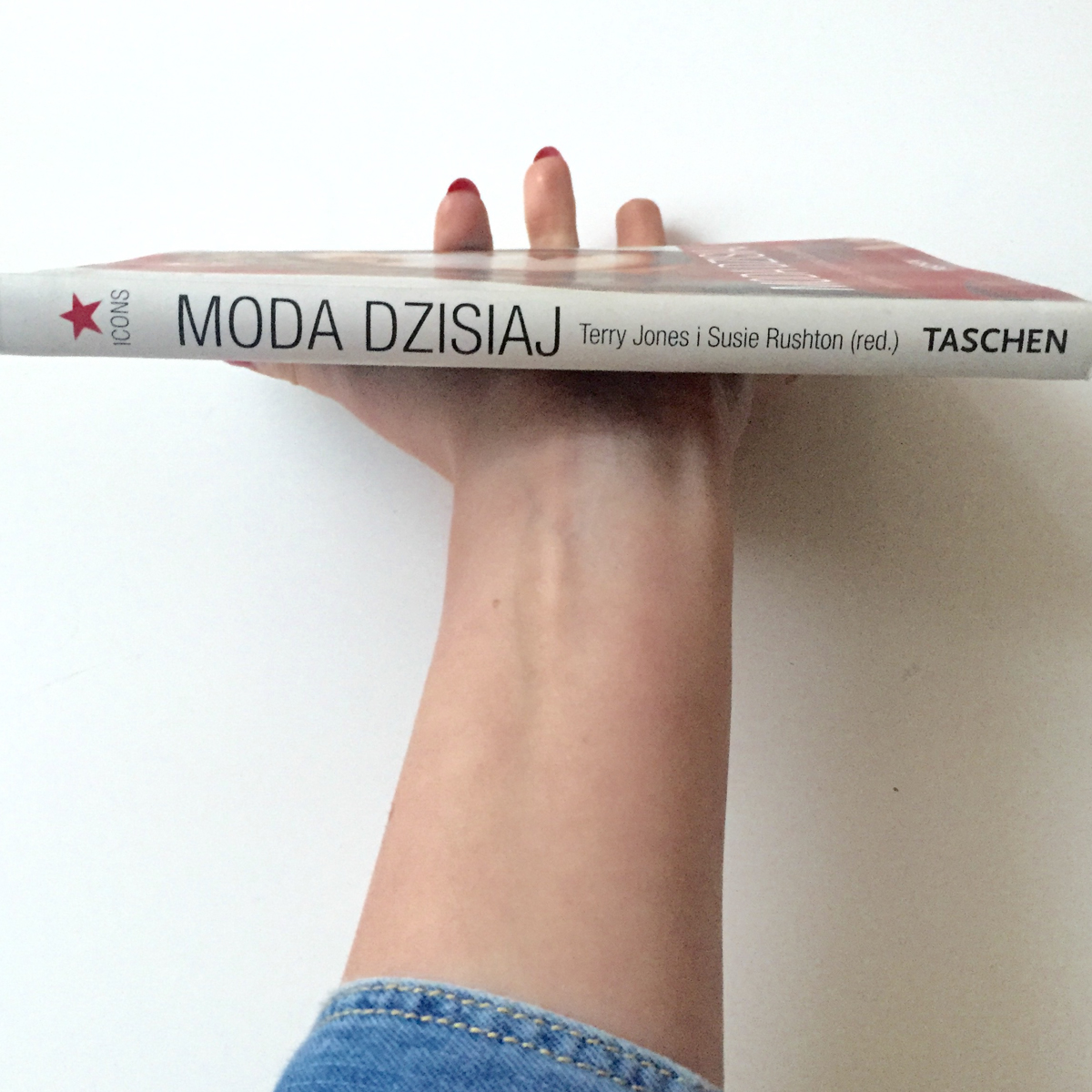
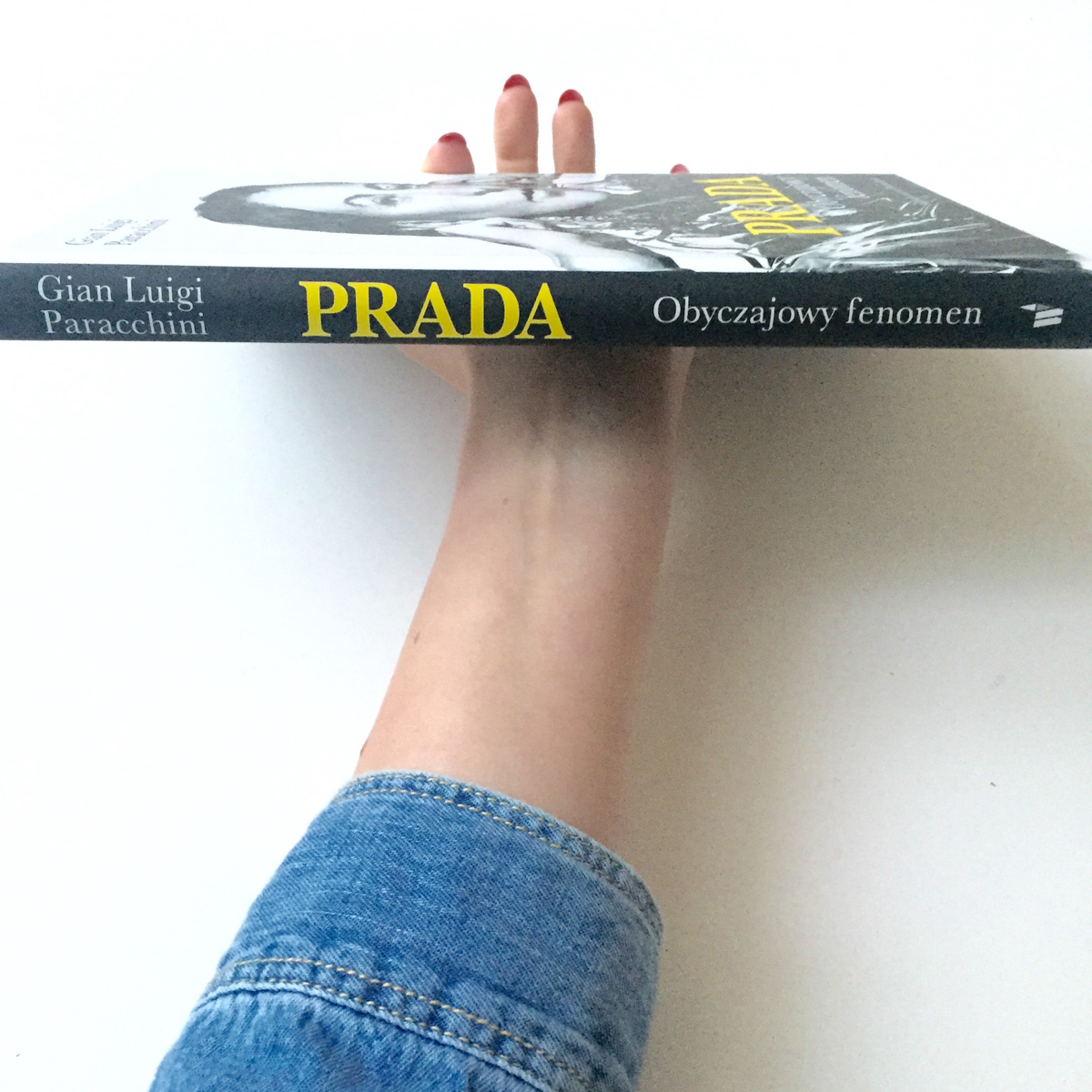